# Банасевич Олександр Максимович
Олександр Максимович Банасевич (1911—1997) — інженер-технолог, конструктор озброєнь.
Народився 15 (28 березня) 1911 року в Могилеві (нині Могилів-Подільський, Вінницька область, Україна). Закінчив Київський індустріальний інститут (1937).
- кресляр-конструктор на Судоверфі імені Сухомліна (листопад 1930 — січень 1934),
- технік-конструктор на Механіко-суднобудівному заводі «Ленінська кузня», Київ (січень 1934 — вересень 1936),
- інженер-технолог на Іжстальзаводі, Іжевськ (листопад 1937 — березень 1939),
- начальник технологічного бюро на Державному машинобудівному заводі Медногорська (лютий 1939 — березень 1945).

З листопада 1945 року до березня 1976 року працював у СКБ МВ (зараз ВАТ НВК «КБМ») на посадах від старшого інженера-технолога до начальника відділу.
Помер 18 листопада 1997 року у Коломні (Московська область).

## Нагороди і премії
- Сталінська премія другого ступеня (1951) — за роботу в галузі військової техніки
- орден «Знак Пошани» (1971)
- медаль «За трудову доблесть» (1966)
- медаль «За доблесну працю у Великій Вітчизняній війні 1941—1945 рр.»